# Calmar punctata
Calmar punctata är en insektsart som först beskrevs av Victor Antoine Signoret 1850.  Calmar punctata ingår i släktet [Calmar och familjen lyktstritar. Inga underarter finns listade i Catalogue of Life.